# Генрик Абіхт
Ге́нрик А́біхт (пол. Henryk Abicht; 1835, Вільно — 12 червня 1863, Варшава) — польський революціонер. Син професора-медика Адольфа Абіхта.

## Життєпис
Закінчив першу віленську гімназію (1852), служив у Вільно у поштовому відомстві. В 1857 р. емігрував у Лондон, приєднавшись до польського емігрантського угруповання навколо Зенона Свентославського, входив у Польське демократичне суспільство. Працював набирачем в друкарні Свентославського, де друкувалися, крім іншого, твори  О. І. Герцена; потім перейшов у засновану Герценом  Вільну російську друкарню. Співпрацював з газетою Герцена  «Колокол» (укр. "Дзвін"), переважно як перекладач.
У зв'язку з підготовкою  Польського повстання 1863 року в березні 1862 року по фальшивому британському паспорту на ім'я Джона Бретті (англ. John Bretti) нелегально повернувся до Польщі як емісар революціонерів-емігрантів. Протягом півроку вів організаційно-пропагандистську революційну роботу. 19 листопада був заарештований в містечку Гарволін, при ньому було виявлено зброю та велику кількість нелегальної літератури. Абіхт був переправлений у  Варшавську цитадель і через півроку розстріляний.
Біографічний нарис про Абіхта написав у 1869 р.  В. І. Кельсієв.